# Santo Amaro (Recife)
Santo Amaro ist ein Stadtteil (bairro) der Gemeinde Recife in Pernambuco, Brasilien, wurde 1814 gegründet und 1869 eingegliedert.
Die Bevölkerungszahl war 2010 nach den IBGE-Daten 27.939 Einwohner, mit einer männlichen Bevölkerung von 12.680 (45,38 %) Einwohnern und einer weiblichen Bevölkerung von 15.259 (54,62 %) Einwohnern. Die Mehrheit der Bevölkerung der Nachbarschaft ist mit 13.258 Einwohnern in der Altersgruppe von 25 bis 29 Jahre.
Es untersteht der Verwaltungsregion (portugiesisch: região político-administrativa do Recife) RPAR 1, bekannt als Centro do Recife. Im Nordosten grenzt es an Olinda.